# Tour des Flandres 2021
Le Tour des Flandres 2021 est la 105e édition de cette course cycliste masculine sur route. Il a lieu le 4 avril 2021 et a été remporté par le Danois Kasper Asgreen.
La course fait partie du calendrier UCI World Tour 2021 en catégorie 1.UWT.

## Présentation

### Parcours
Le Tour des Flandres se déroule dans la Région flamande, en Belgique entre Anvers et Audenarde sur une distance de 254,3 kilomètres.
Les difficultés du jour sont :
- Secteur pavé 1 – Km 85,8 : Lippenhovestraat (1 300 mètres)
- Secteur pavé 2 – Km 87,2 : Paddestraat (1 500 m)
- Côte 1 – Km 102,2 : Katteberg (600 mètres à 6% de moyenne, pente maximale à 8%)
- Secteur pavé 3 – Km 103 : Holleweg (1 500 m)
- Côte 2 – Km 121,2 : Vieux Quaremont (2 200 m à 4%, pente max. à 11,6%)
- Côte 3 – Km 131,7 : Kortekeer (1 260 m à 6,4%, pente max. à 17%)
- Côte 4 – Km 139,4 : Eikenberg (1 200 m à 5,2%, pente max. à 10%)
- Côte 5 – Km 142,5 : Wolvenberg (645 m à 7,9%, pente max. à 17,3%)
- Secteur pavé 4 – Km 142,6 : Holleweg (1 500 m)
- Secteur pavé 5 – Km 143,8 : Karel Martelstraat (2 400 m)
- Secteur pavé 6 – Km 146,2 : Jagerij (800 m)
- Côte 6 – Km 152,4 : Molenberg (463 m à 7%, pente max. à 12%)
- Côte 7 – Km 156,4 : Marlboroughstraat (2 040 m à 3%, pente max. à 7%)
- Côte 8 – Km 160,4 : Berendries (940 m à 7%, pente max. à 12,3%)
- Côte 9 – Km 165,8 : Valkenberg (550 m à 8,2%, pente max. à 13%)
- Côte 10 – Km 178,2 : Berg Ten Houte (1 100m à 6%, pente max. à 21%)
- Côte 11 – Km 183,7 : Kanarieberg (1 000 m à 7,7%, pente max. à 14%)
- Côte 12 – Km 199,7 : Vieux Quaremont (2 200 m à 4%, pente max. à 11,6%)
- Côte 13 – Km 203,1 : Paterberg (360 m à 12,9%, pente max. à 20,3%)
- Côte 14 – Km 209,7 : Koppenberg (600 m à 11,6%, pente max. à 22%)
- Secteur pavé 7 – Km 213,8 : Mariaborrestraat (2 400 m)
- Côte 15 – Km 215,1 : Steenbeekdries (700 m à 5,3%, pente max. à 6,7%)
- Côte 16 – Km 217,6 : Taaienberg (530 m à 6,6%, pente max. à 15,8%)
- Côte 17 – Km 227,8 : Kruisberg-Hotond (2 500 m à 5%, pente max. à 9%)
- Côte 18 – Km 237,6 : Vieux Quaremont (2 200 m à 4%, pente max. à 11,6%)
- Côte 19 – Km 241,1 : Paterberg (360 m à 12,9%, pente max. à 20,3%)

### Équipes
| WorldTeams (19)- AG2R Citroën Team - Astana-Premier Tech - Bahrain Victorious - Bora-Hansgrohe - Cofidis - Deceuninck-Quick Step - EF Education-Nippo - Groupama-FDJ - Ineos Grenadiers - Intermarché-Wanty-Gobert Matériaux - Israel Start-Up Nation - Jumbo-Visma - Lotto Soudal - Movistar Team - Qhubeka Assos - Team BikeExchange - Team DSM - Trek-Segafredo - UAE Team Emirates ProTeams (6)- Alpecin-Fenix - Total Direct Énergie - Bingoal Pauwels Sauces WB - Arkéa-Samsic - Sport Vlaanderen-Baloise - B&B Hotels p/b KTM |
| |

### Favoris
Les trois grands favoris de cette édition 2021 sont le vainqueur sortant : le champion des Pays-Bas Mathieu van der Poel (Alpecin-Fenix), son second de 2020 : le Belge Wout van Aert (Jumbo-Visma) et celui qui se trouvait l'année dernière[C'est-à-dire ?] en tête de la course avec le duo gagnant avant de chuter : le champion du monde français Julian Alaphilippe (Deceuninck-Quick Step).
Derrière ceux que l'on surnomme souvent les trois fantastiques, plusieurs coureurs sont cités comme outsiders. Il s'agit des Français Anthony Turgis (Total Direct Energie), toujours bien placé depuis le début de saison sur les courses belges et Florian Sénéchal (Deceuninck – Quick Step), du Norvégien Alexander Kristoff (UAE), sur le podium des deux dernières éditions, de l'Italien Matteo Trentin (UAE), du Danois Kasper Asgreen (Deceuninck – Quick Step), récent vainqueur du Grand Prix de l'E3, du Néerlandais Dylan van Baarle, vainqueur de A Travers la Flandre, de ses coéquipiers de l'équipe Ineos-Grenadiers, le Polonais Michal Kwiatkowski et le Britannique Tom Pidcock. On peut aussi citer l'ancien triple champion du monde slovaque Peter Sagan qui revient en forme sans oublier les coureurs belges de l'équipe AG2R-Citroën Greg Van Avermaet et Oliver Naesen ainsi que leurs compatriotes Yves Lampaert (Deceuninck – Quick Step), Tim Wellens (Lotto-Soudal) et Jasper Stuyven (Trek-Segafredo), récent vainqueur de Milan-San Remo.

## Déroulement de la course
Après une dizaine de kilomètres, un groupe de cinq coureurs se détache du peloton. Il se compose de Stefan Bissegger (Education First), Jelle Wallays (Cofidis), Mathias Norsgaard (Movistar), Mathijs Paasschens (Bingoal-Wallonie Bruxelles) et Fabio Van Den Bossche (Sport Vlaanderen-Baloise). Ces cinq hommes sont rejoints une vingtaine de kilomètres plus loin par un duo formé par Nico Denz (DSM) et Hugo Houle (Astana-Premier Tech). Ce groupe d'attaquants va compter jusqu'à plus de 13 minutes d'avance sur le peloton avant que celui-ci ne réagisse. À 100 kilomètres de l'arrivée, l'écart entre le groupe de tête et le peloton se réduit à 6 minutes 30 secondes. Deux chutes collectives ont lieu dans le peloton à 66 puis 57 kilomètres de l'arrivée. À l'avant, le Suisse Bissegger a lâché ses compagnons d'échappée et se retrouve seul en tête de la course. 
À la fin de la deuxième ascension du Vieux Quaremont (55 kilomètres de l'arrivée), le champion des Pays-Bas Mathieu van der Poel (Alpecin-Fenix) place une accélération à l'avant du peloton. Il est suivi par le champion du Danemark Kasper Asgreen (Deceuninck-Quick Step) mais le duo est vite repris par les autres favoris. Dans le Koppenberg, à 44 kilomètres de l'arrivée, le champion du monde français Julian Alaphilippe accélère et rejoint le dernier rescapé de l'attaque matinale Stefan Bissegger. Mais, bien vite, ces hommes sont repris par les poursuivants et un groupe de 9 coureurs se constitue en tête avec, entre autres Mathieu van der Poel et Wout van Aert. À 38 kilomètres de l'arrivée, l'Autrichien Marco Haller (Bahrain-Victorious) passe à l'offensive mais il est rapidement rejoint par cinq hommes dans le Steenbeekdries. Ce groupe de tête se compose désormais de van der Poel, van Aert, Alaphilippe, Asgreen, Haller et du Belge Dylan Teuns, équipier de Haller. Le Français Anthony Turgis (Total Direct Energie) réussit à rentrer sur le groupe de tête après la montée du Kruisberg-Hotond, à 27 kilomètres du terme. Mais ce groupe de sept unités ne fait pas long feu. En effet, Kasper Asgreen attaque et les seuls van Aert et van der Poel réussissent à prendre sa roue. 
Dans la dernière partie de l'ultime montée du Vieux Quaremont, à 17 kilomètres de l'arrivée, van der Poel place une attaque tranchante. Asgreen parvient à recoller après le sommet mais van Aert est lâché. Dans la montée du Paterberg, 19e et ultime ascension de la journée, van Aert qui était revenu à 10 secondes du duo de tête au pied de cette côte, coince et doit laisser filer van der Poel et Asgreen en route pour se disputer la victoire. Wout van Aert est repris par le groupe des poursuivants. 
À Audenarde, Mathieu van der Poel, sur le papier meilleur finisseur, est en tête et retarde le sprint, mais Kasper Asgreen part aux 200 mètres, double le Néerlandais aux 75 mètres et s'impose de plusieurs longueurs. C'est la seconde victoire danoise sur le Ronde, 24 ans après celle de Rolf Sørensen.

## Classements

### Classement de la course
| \| Classement général \| Classement général \| Classement général \| Classement général \| Classement général \| \| Coureur \| Coureur \| Pays \| Équipe \| Temps \| \| ------------------ \| -------------------- \| ------------------ \| ---------------------------------- \| ------------------ \| \| 1er \| Kasper Asgreen \| Danemark \| Deceuninck-Quick Step \| 6 h 02 min 12 s \| \| 2e \| Mathieu van der Poel \| Pays-Bas \| Alpecin-Fenix \| + 0 s \| \| 3e \| Greg Van Avermaet \| Belgique \| AG2R Citroën Team \| + 32 s \| \| 4e \| Jasper Stuyven \| Belgique \| Trek-Segafredo \| + 33 s \| \| 5e \| Sep Vanmarcke \| Belgique \| Israel Start-Up Nation \| + 47 s \| \| 6e \| Wout van Aert \| Belgique \| Jumbo-Visma \| + 47 s \| \| 7e \| Gianni Vermeersch \| Belgique \| Alpecin-Fenix \| + 47 s \| \| 8e \| Anthony Turgis \| France \| Total Direct Énergie \| + 47 s \| \| 9e \| Florian Sénéchal \| France \| Deceuninck-Quick Step \| + 47 s \| \| 10e \| Dylan van Baarle \| Pays-Bas \| Ineos Grenadiers \| + 47 s \| \| 11e \| Christophe Laporte \| France \| Cofidis \| + 47 s \| \| 12e \| Tiesj Benoot \| Belgique \| Team DSM \| + 49 s \| \| 13e \| Dimitri Claeys \| Belgique \| Qhubeka Assos \| + 2 min 15 s \| \| 14e \| Marcus Burghardt \| Allemagne \| Bora-Hansgrohe \| + 2 min 15 s \| \| 15e \| Peter Sagan \| Slovaquie \| Bora-Hansgrohe \| + 2 min 15 s \| \| 16e \| Danny van Poppel \| Pays-Bas \| Intermarché-Wanty-Gobert Matériaux \| + 2 min 15 s \| \| 17e \| Yves Lampaert \| Belgique \| Deceuninck-Quick Step \| + 2 min 15 s \| \| 18e \| Alexander Kristoff \| Norvège \| UAE Team Emirates \| + 2 min 15 s \| \| 19e \| Tom Van Asbroeck \| Belgique \| Israel Start-Up Nation \| + 2 min 15 s \| \| 20e \| Heinrich Haussler \| Australie \| Bahrain Victorious \| + 2 min 15 s \| |                      |           |                                    |                 |
| |                      |           |                                    |                 |
| Source : ProCyclingStats |                      |           |                                    |                 |
| Classement général |                      |           |                                    |                 |
| Coureur | Coureur              | Pays      | Équipe                             | Temps           |
| 1er | Kasper Asgreen       | Danemark  | Deceuninck-Quick Step              | 6 h 02 min 12 s |
| 2e | Mathieu van der Poel | Pays-Bas  | Alpecin-Fenix                      | + 0 s           |
| 3e | Greg Van Avermaet    | Belgique  | AG2R Citroën Team                  | + 32 s          |
| 4e | Jasper Stuyven       | Belgique  | Trek-Segafredo                     | + 33 s          |
| 5e | Sep Vanmarcke        | Belgique  | Israel Start-Up Nation             | + 47 s          |
| 6e | Wout van Aert        | Belgique  | Jumbo-Visma                        | + 47 s          |
| 7e | Gianni Vermeersch    | Belgique  | Alpecin-Fenix                      | + 47 s          |
| 8e | Anthony Turgis       | France    | Total Direct Énergie               | + 47 s          |
| 9e | Florian Sénéchal     | France    | Deceuninck-Quick Step              | + 47 s          |
| 10e | Dylan van Baarle     | Pays-Bas  | Ineos Grenadiers                   | + 47 s          |
| 11e | Christophe Laporte   | France    | Cofidis                            | + 47 s          |
| 12e | Tiesj Benoot         | Belgique  | Team DSM                           | + 49 s          |
| 13e | Dimitri Claeys       | Belgique  | Qhubeka Assos                      | + 2 min 15 s    |
| 14e | Marcus Burghardt     | Allemagne | Bora-Hansgrohe                     | + 2 min 15 s    |
| 15e | Peter Sagan          | Slovaquie | Bora-Hansgrohe                     | + 2 min 15 s    |
| 16e | Danny van Poppel     | Pays-Bas  | Intermarché-Wanty-Gobert Matériaux | + 2 min 15 s    |
| 17e | Yves Lampaert        | Belgique  | Deceuninck-Quick Step              | + 2 min 15 s    |
| 18e | Alexander Kristoff   | Norvège   | UAE Team Emirates                  | + 2 min 15 s    |
| 19e | Tom Van Asbroeck     | Belgique  | Israel Start-Up Nation             | + 2 min 15 s    |
| 20e | Heinrich Haussler    | Australie | Bahrain Victorious                 | + 2 min 15 s    |

### Classements UCI
La course attribue des points au Classement mondial UCI 2021 selon le barème suivant :
| Position           | 1er | 2e  | 3e  | 4e  | 5e  | 6e  | 7e  | 8e  | 9e  | 10e | 11e | 12e | 13e | 14e | 15e | 16e à 20e | 21e à 30e | 31e à 50e | 51e à 55e | 56e à 60e |
| Classement général | 500 | 400 | 325 | 275 | 225 | 175 | 150 | 125 | 100 | 85  | 70  | 60  | 50  | 40  | 35  | 30        | 20        | 10        | 5         | 3         |

## Liste des participants
| Légende | Légende                                                                    | Légende | Légende                                                    |
| ------- | -------------------------------------------------------------------------- | ------- | ---------------------------------------------------------- |
| Num     | Dossard de départ porté par le coureur sur ce Tour des Flandres            | Pos     | Position à l'arrivée de la course                          |
|         | Indique un maillot de champion national ou mondial, suivi de sa spécialité | NP      | Indique un coureur qui n'a pas pris le départ de la course |
| AB      | Indique un coureur qui n'a pas terminé la course                           | HD      | Indique un coureur qui a terminé la course hors des délais |
| DSQ     | Indique un coureur qui a été disqualifié de la course                      |         |                                                            |

| Alpecin-Fenix AFC | Alpecin-Fenix AFC                  | Alpecin-Fenix AFC |
| ----------------- | ---------------------------------- | ----------------- |
| Num               | Coureur                            | Pos               |
| 1                 | Mathieu van der Poel (NED) (route) | 2e                |
| 2                 | Dries De Bondt (BEL) (route)       | 49e               |
| 3                 | Silvan Dillier (SUI)               | AB                |
| 4                 | Jonas Rickaert (BEL)               | 90e               |
| 5                 | Oscar Riesebeek (NED)              | AB                |
| 6                 | Gianni Vermeersch (BEL)            | 7e                |
| 7                 | Otto Vergaerde (BEL)               | DQ                |

| Deceuninck-Quick Step DQT | Deceuninck-Quick Step DQT        | Deceuninck-Quick Step DQT |
| ------------------------- | -------------------------------- | ------------------------- |
| Num                       | Coureur                          | Pos                       |
| 11                        | Julian Alaphilippe (FRA) (route) | 42e                       |
| 12                        | Kasper Asgreen (DEN) (route)     | 1er                       |
| 13                        | Davide Ballerini (ITA)           | AB                        |
| 14                        | Tim Declercq (BEL)               | AB                        |
| 15                        | Florian Sénéchal (FRA)           | 9e                        |
| 16                        | Yves Lampaert (BEL)              | 17e                       |
| 17                        | Bert Van Lerberghe (BEL)         | 75e                       |

| AG2R Citroën Team ACT | AG2R Citroën Team ACT   | AG2R Citroën Team ACT |
| --------------------- | ----------------------- | --------------------- |
| Num                   | Coureur                 | Pos                   |
| 21                    | Greg Van Avermaet (BEL) | 3e                    |
| 22                    | Stan Dewulf (BEL)       | 50e                   |
| 23                    | Oliver Naesen (BEL)     | 33e                   |
| 24                    | Lawrence Naesen (BEL)   | AB                    |
| 25                    | Michael Schär (SUI)     | DQ                    |
| 26                    | Damien Touzé (FRA)      | 53e                   |
| 27                    | Gijs Van Hoecke (BEL)   | AB                    |

| Jumbo-Visma TJV | Jumbo-Visma TJV            | Jumbo-Visma TJV |
| --------------- | -------------------------- | --------------- |
| Num             | Coureur                    | Pos             |
| 31              | Wout van Aert (BEL)        | 6e              |
| 32              | Edoardo Affini (ITA)       | AB              |
| 33              | David Dekker (NED)         | 93e             |
| 34              | Pascal Eenkhoorn (NED)     | 94e             |
| 35              | Timo Roosen (NED)          | 97e             |
| 36              | Nathan Van Hooydonck (BEL) | 62e             |
| 37              | Maarten Wynants (BEL)      | 92e             |

| Lotto-Soudal LTS | Lotto-Soudal LTS         | Lotto-Soudal LTS |
| ---------------- | ------------------------ | ---------------- |
| Num              | Coureur                  | Pos              |
| 41               | John Degenkolb (GER)     | 30e              |
| 42               | Tosh Van der Sande (BEL) | AB               |
| 43               | Roger Kluge (GER)        | AB               |
| 44               | Frederik Frison (BEL)    | AB               |
| 45               | Brent Van Moer (BEL)     | AB               |
| 46               | Florian Vermeersch (BEL) | AB               |
| 47               | Tim Wellens (BEL)        | 25e              |

| Trek-Segafredo TFS | Trek-Segafredo TFS   | Trek-Segafredo TFS |
| ------------------ | -------------------- | ------------------ |
| Num                | Coureur              | Pos                |
| 51                 | Jasper Stuyven (BEL) | 4e                 |
| 52                 | Koen de Kort (NED)   | 96e                |
| 53                 | Kiel Reijnen (USA)   | AB                 |
| 54                 | Ryan Mullen (IRL)    | AB                 |
| 55                 | Mads Pedersen (DEN)  | AB                 |
| 56                 | Quinn Simmons (USA)  | AB                 |
| 57                 | Edward Theuns (BEL)  | 59e                |

| Bora-Hansgrohe BOH | Bora-Hansgrohe BOH      | Bora-Hansgrohe BOH |
| ------------------ | ----------------------- | ------------------ |
| Num                | Coureur                 | Pos                |
| 61                 | Peter Sagan (SVK)       | 15e                |
| 62                 | Maciej Bodnar (POL)     | 104e               |
| 63                 | Marcus Burghardt (GER)  | 14e                |
| 64                 | Daniel Oss (ITA)        | 88e                |
| 65                 | Nils Politt (GER)       | 22e                |
| 66                 | Lukas Pöstlberger (AUT) | AB                 |
| 67                 | Patrick Gamper (AUT)    | AB                 |

| EF Education-Nippo EFN | EF Education-Nippo EFN    | EF Education-Nippo EFN |
| ---------------------- | ------------------------- | ---------------------- |
| Num                    | Coureur                   | Pos                    |
| 71                     | Alberto Bettiol (ITA)     | 28e                    |
| 72                     | Stefan Bissegger (SUI)    | 89e                    |
| 73                     | Michael Valgren (DEN)     | AB                     |
| 74                     | Jens Keukeleire (BEL)     | AB                     |
| 75                     | Sebastian Langeveld (NED) | 109e                   |
| 76                     | Jonas Rutsch (GER)        | AB                     |
| 77                     | Thomas Scully (NZL)       | AB                     |

| Israel Start-Up Nation ISN | Israel Start-Up Nation ISN | Israel Start-Up Nation ISN |
| -------------------------- | -------------------------- | -------------------------- |
| Num                        | Coureur                    | Pos                        |
| 81                         | Sep Vanmarcke (BEL)        | 5e                         |
| 82                         | Jenthe Biermans (BEL)      | 26e                        |
| 83                         | Hugo Hofstetter (FRA)      | 24e                        |
| 84                         | Reto Hollenstein (SUI)     | AB                         |
| 85                         | Guillaume Boivin (CAN)     | 98e                        |
| 86                         | Tom Van Asbroeck (BEL)     | 19e                        |
| 88                         | Alexis Renard (FRA)        | AB                         |

| Team DSM DSM | Team DSM DSM               | Team DSM DSM |
| ------------ | -------------------------- | ------------ |
| Num          | Coureur                    | Pos          |
| 91           | Tiesj Benoot (BEL)         | 12e          |
| 92           | Nico Denz (GER)            | 63e          |
| 93           | Nils Eekhoff (NED)         | AB           |
| 94           | Søren Kragh Andersen (DEN) | 58e          |
| 95           | Joris Nieuwenhuis (NED)    | AB           |
| 96           | Nikias Arndt (GER)         | AB           |
| 97           | Jasha Sütterlin (GER)      | AB           |

| BikeExchange BEX | BikeExchange BEX            | BikeExchange BEX |
| ---------------- | --------------------------- | ---------------- |
| Num              | Coureur                     | Pos              |
| 101              | Michael Matthews (AUS)      | 21e              |
| 102              | Jack Bauer (NZL)            | 82e              |
| 103              | Luke Durbridge (AUS)        | 87e              |
| 104              | Alexander Edmondson (AUS)   | AB               |
| 105              | Amund Grøndahl Jansen (NOR) | AB               |
| 106              | Robert Stannard (AUS)       | 51e              |
| 107              | Luka Mezgec (SLO)           | AB               |

| UAE Team Emirates UAD | UAE Team Emirates UAD           | UAE Team Emirates UAD |
| --------------------- | ------------------------------- | --------------------- |
| Num                   | Coureur                         | Pos                   |
| 111                   | Alexander Kristoff (NOR)        | 18e                   |
| 112                   | Mikkel Bjerg (DEN)              | AB                    |
| 113                   | Sven Erik Bystrøm (NOR) (route) | 37e                   |
| 114                   | Ryan Gibbons (RSA) (route)      | 64e                   |
| 115                   | Vegard Stake Laengen (NOR)      | 105e                  |
| 116                   | Matteo Trentin (ITA)            | 57e                   |
| 117                   | Rui Oliveira (POR)              | 56e                   |

| Qhubeka Assos TQA | Qhubeka Assos TQA             | Qhubeka Assos TQA |
| ----------------- | ----------------------------- | ----------------- |
| Num               | Coureur                       | Pos               |
| 121               | Victor Campenaerts (BEL)      | 38e               |
| 122               | Dimitri Claeys (BEL)          | 13e               |
| 123               | Michael Gogl (AUT)            | 43e               |
| 124               | Giacomo Nizzolo (ITA) (route) | AB                |
| 125               | Emil Vinjebo (DEN)            | AB                |
| 126               | Max Walscheid (GER)           | 27e               |
| 127               | Łukasz Wiśniowski (POL)       | 76e               |

| Astana-Premier Tech APT | Astana-Premier Tech APT | Astana-Premier Tech APT |
| ----------------------- | ----------------------- | ----------------------- |
| Num                     | Coureur                 | Pos                     |
| 131                     | Yevgeniy Fedorov (KAZ)  | DQ                      |
| 132                     | Yevgeniy Gidich (KAZ)   | AB                      |
| 133                     | Dmitriy Gruzdev (KAZ)   | 81e                     |
| 134                     | Hugo Houle (CAN)        | 79e                     |
| 135                     | Nikita Stalnow (KAZ)    | AB                      |
| 136                     | Artyom Zakharov (KAZ)   | 91e                     |
| 137                     | Benjamin Perry (CAN)    | 70e                     |

| Cofidis COF | Cofidis COF              | Cofidis COF |
| ----------- | ------------------------ | ----------- |
| Num         | Coureur                  | Pos         |
| 141         | Christophe Laporte (FRA) | 11e         |
| 142         | Piet Allegaert (BEL)     | 61e         |
| 143         | Tom Bohli (SUI)          | AB          |
| 144         | Jempy Drucker (LUX)      | AB          |
| 145         | André Carvalho (POR)     | 111e        |
| 146         | Kenneth Vanbilsen (BEL)  | AB          |
| 147         | Jelle Wallays (BEL)      | 68e         |

| Bahrain Victorious TBV | Bahrain Victorious TBV  | Bahrain Victorious TBV |
| ---------------------- | ----------------------- | ---------------------- |
| Num                    | Coureur                 | Pos                    |
| 151                    | Sonny Colbrelli (ITA)   | 55e                    |
| 152                    | Dylan Teuns (BEL)       | 35e                    |
| 153                    | Fred Wright (GBR)       | 112e                   |
| 154                    | Marco Haller (AUT)      | 40e                    |
| 155                    | Heinrich Haussler (AUS) | 20e                    |
| 156                    | Jonathan Milan (ITA)    | AB                     |
| 157                    | Marcel Sieberg (GER)    | 99e                    |

| Groupama-FDJ GFC | Groupama-FDJ GFC            | Groupama-FDJ GFC |
| ---------------- | --------------------------- | ---------------- |
| Num              | Coureur                     | Pos              |
| 161              | Stefan Küng (SUI) (route)   | 44e              |
| 162              | Kevin Geniets (LUX) (route) | 52e              |
| 163              | Olivier Le Gac (FRA)        | 65e              |
| 165              | Tobias Ludvigsson (SWE)     | 100e             |
| 166              | Valentin Madouas (FRA)      | 39e              |
| 167              | Antoine Duchesne (CAN)      | AB               |

| Ineos Grenadiers IGD | Ineos Grenadiers IGD   | Ineos Grenadiers IGD |
| -------------------- | ---------------------- | -------------------- |
| Num                  | Coureur                | Pos                  |
| 171                  | Tom Pidcock (GBR)      | 41e                  |
| 172                  | Leonardo Basso (ITA)   | AB                   |
| 173                  | Owain Doull (GBR)      | AB                   |
| 174                  | Michał Gołaś (POL)     | 72e                  |
| 175                  | Ethan Hayter (GBR)     | 54e                  |
| 176                  | Luke Rowe (GBR)        | AB                   |
| 177                  | Dylan van Baarle (NED) | 10e                  |

| Intermarché-Wanty-Gobert Matériaux IWG | Intermarché-Wanty-Gobert Matériaux IWG | Intermarché-Wanty-Gobert Matériaux IWG |
| -------------------------------------- | -------------------------------------- | -------------------------------------- |
| Num                                    | Coureur                                | Pos                                    |
| 181                                    | Aimé De Gendt (BEL)                    | 34e                                    |
| 182                                    | Danny van Poppel (NED)                 | 16e                                    |
| 183                                    | Wesley Kreder (NED)                    | 106e                                   |
| 184                                    | Taco van der Hoorn (NED)               | 101e                                   |
| 185                                    | Boy van Poppel (NED)                   | 74e                                    |
| 186                                    | Pieter Vanspeybrouck (BEL)             | 108e                                   |
| 187                                    | Loïc Vliegen (BEL)                     | 85e                                    |

| Movistar Team MOV | Movistar Team MOV         | Movistar Team MOV |
| ----------------- | ------------------------- | ----------------- |
| Num               | Coureur                   | Pos               |
| 191               | Iván García Cortina (ESP) | 23e               |
| 192               | Mathias Norsgaard (DEN)   | 45e               |
| 193               | Imanol Erviti (ESP)       | AB                |
| 194               | Juri Hollmann (GER)       | 66e               |
| 195               | Johan Jacobs (SUI)        | 78e               |
| 196               | Lluís Mas (ESP)           | 83e               |
| 197               | Gonzalo Serrano (ESP)     | 67e               |

| B&B Hotels p/b KTM BBK | B&B Hotels p/b KTM BBK  | B&B Hotels p/b KTM BBK |
| ---------------------- | ----------------------- | ---------------------- |
| Num                    | Coureur                 | Pos                    |
| 201                    | Bryan Coquard (FRA)     | AB                     |
| 202                    | Frederik Backaert (BEL) | 102e                   |
| 203                    | Cyril Barthe (FRA)      | 48e                    |
| 204                    | Bert De Backer (BEL)    | 95e                    |
| 205                    | Jens Debusschere (BEL)  | AB                     |
| 206                    | Jérémy Lecroq (FRA)     | AB                     |
| 207                    | Cyril Lemoine (FRA)     | 46e                    |

| Bingoal Pauwels Sauces WB BWB | Bingoal Pauwels Sauces WB BWB | Bingoal Pauwels Sauces WB BWB |
| ----------------------------- | ----------------------------- | ----------------------------- |
| Num                           | Coureur                       | Pos                           |
| 211                           | Timothy Dupont (BEL)          | AB                            |
| 212                           | Arjen Livyns (BEL)            | 31e                           |
| 213                           | Mathijs Paasschens (NED)      | 71e                           |
| 214                           | Tom Paquot (BEL)              | AB                            |
| 215                           | Tom Wirtgen (LUX)             | AB                            |
| 216                           | Jelle Vanendert (BEL)         | 80e                           |
| 217                           | Luc Wirtgen (LUX)             | 69e                           |

| Sport Vlaanderen-Baloise SVB | Sport Vlaanderen-Baloise SVB | Sport Vlaanderen-Baloise SVB |
| ---------------------------- | ---------------------------- | ---------------------------- |
| Num                          | Coureur                      | Pos                          |
| 221                          | Cédric Beullens (BEL)        | 47e                          |
| 222                          | Lindsay De Vylder (BEL)      | AB                           |
| 223                          | Arne Marit (BEL)             | AB                           |
| 224                          | Fabio Van den Bossche (BEL)  | 110e                         |
| 225                          | Ruben Apers (BEL)            | AB                           |
| 226                          | Jordi Warlop (BEL)           | AB                           |
| 227                          | Thimo Willems (BEL)          | 60e                          |

| Arkéa-Samsic ARK | Arkéa-Samsic ARK        | Arkéa-Samsic ARK |
| ---------------- | ----------------------- | ---------------- |
| Num              | Coureur                 | Pos              |
| 231              | Warren Barguil (FRA)    | 36e              |
| 232              | Daniel McLay (GBR)      | 107e             |
| 233              | Benjamin Declercq (BEL) | AB               |
| 234              | Matîs Louvel (FRA)      | 77e              |
| 235              | Clément Russo (FRA)     | 29e              |
| 236              | Christophe Noppe (BEL)  | 103e             |
| 237              | Connor Swift (GBR)      | 73e              |

| Total Direct Énergie TDE | Total Direct Énergie TDE   | Total Direct Énergie TDE |
| ------------------------ | -------------------------- | ------------------------ |
| Num                      | Coureur                    | Pos                      |
| 241                      | Niki Terpstra (NED)        | 86e                      |
| 242                      | Damien Gaudin (FRA)        | 113e                     |
| 243                      | Edvald Boasson Hagen (NOR) | 84e                      |
| 244                      | Adrien Petit (FRA)         | AB                       |
| 245                      | Geoffrey Soupe (FRA)       | AB                       |
| 246                      | Anthony Turgis (FRA)       | 8e                       |
| 247                      | Dries Van Gestel (BEL)     | 32e                      |

| Alpecin-Fenix AFC | Alpecin-Fenix AFC                  | Alpecin-Fenix AFC |
| ----------------- | ---------------------------------- | ----------------- |
| Num               | Coureur                            | Pos               |
| 1                 | Mathieu van der Poel (NED) (route) | 2e                |
| 2                 | Dries De Bondt (BEL) (route)       | 49e               |
| 3                 | Silvan Dillier (SUI)               | AB                |
| 4                 | Jonas Rickaert (BEL)               | 90e               |
| 5                 | Oscar Riesebeek (NED)              | AB                |
| 6                 | Gianni Vermeersch (BEL)            | 7e                |
| 7                 | Otto Vergaerde (BEL)               | DQ                |

| Deceuninck-Quick Step DQT | Deceuninck-Quick Step DQT        | Deceuninck-Quick Step DQT |
| ------------------------- | -------------------------------- | ------------------------- |
| Num                       | Coureur                          | Pos                       |
| 11                        | Julian Alaphilippe (FRA) (route) | 42e                       |
| 12                        | Kasper Asgreen (DEN) (route)     | 1er                       |
| 13                        | Davide Ballerini (ITA)           | AB                        |
| 14                        | Tim Declercq (BEL)               | AB                        |
| 15                        | Florian Sénéchal (FRA)           | 9e                        |
| 16                        | Yves Lampaert (BEL)              | 17e                       |
| 17                        | Bert Van Lerberghe (BEL)         | 75e                       |

| AG2R Citroën Team ACT | AG2R Citroën Team ACT   | AG2R Citroën Team ACT |
| --------------------- | ----------------------- | --------------------- |
| Num                   | Coureur                 | Pos                   |
| 21                    | Greg Van Avermaet (BEL) | 3e                    |
| 22                    | Stan Dewulf (BEL)       | 50e                   |
| 23                    | Oliver Naesen (BEL)     | 33e                   |
| 24                    | Lawrence Naesen (BEL)   | AB                    |
| 25                    | Michael Schär (SUI)     | DQ                    |
| 26                    | Damien Touzé (FRA)      | 53e                   |
| 27                    | Gijs Van Hoecke (BEL)   | AB                    |

| Jumbo-Visma TJV | Jumbo-Visma TJV            | Jumbo-Visma TJV |
| --------------- | -------------------------- | --------------- |
| Num             | Coureur                    | Pos             |
| 31              | Wout van Aert (BEL)        | 6e              |
| 32              | Edoardo Affini (ITA)       | AB              |
| 33              | David Dekker (NED)         | 93e             |
| 34              | Pascal Eenkhoorn (NED)     | 94e             |
| 35              | Timo Roosen (NED)          | 97e             |
| 36              | Nathan Van Hooydonck (BEL) | 62e             |
| 37              | Maarten Wynants (BEL)      | 92e             |

| Lotto-Soudal LTS | Lotto-Soudal LTS         | Lotto-Soudal LTS |
| ---------------- | ------------------------ | ---------------- |
| Num              | Coureur                  | Pos              |
| 41               | John Degenkolb (GER)     | 30e              |
| 42               | Tosh Van der Sande (BEL) | AB               |
| 43               | Roger Kluge (GER)        | AB               |
| 44               | Frederik Frison (BEL)    | AB               |
| 45               | Brent Van Moer (BEL)     | AB               |
| 46               | Florian Vermeersch (BEL) | AB               |
| 47               | Tim Wellens (BEL)        | 25e              |

| Trek-Segafredo TFS | Trek-Segafredo TFS   | Trek-Segafredo TFS |
| ------------------ | -------------------- | ------------------ |
| Num                | Coureur              | Pos                |
| 51                 | Jasper Stuyven (BEL) | 4e                 |
| 52                 | Koen de Kort (NED)   | 96e                |
| 53                 | Kiel Reijnen (USA)   | AB                 |
| 54                 | Ryan Mullen (IRL)    | AB                 |
| 55                 | Mads Pedersen (DEN)  | AB                 |
| 56                 | Quinn Simmons (USA)  | AB                 |
| 57                 | Edward Theuns (BEL)  | 59e                |

| Bora-Hansgrohe BOH | Bora-Hansgrohe BOH      | Bora-Hansgrohe BOH |
| ------------------ | ----------------------- | ------------------ |
| Num                | Coureur                 | Pos                |
| 61                 | Peter Sagan (SVK)       | 15e                |
| 62                 | Maciej Bodnar (POL)     | 104e               |
| 63                 | Marcus Burghardt (GER)  | 14e                |
| 64                 | Daniel Oss (ITA)        | 88e                |
| 65                 | Nils Politt (GER)       | 22e                |
| 66                 | Lukas Pöstlberger (AUT) | AB                 |
| 67                 | Patrick Gamper (AUT)    | AB                 |

| EF Education-Nippo EFN | EF Education-Nippo EFN    | EF Education-Nippo EFN |
| ---------------------- | ------------------------- | ---------------------- |
| Num                    | Coureur                   | Pos                    |
| 71                     | Alberto Bettiol (ITA)     | 28e                    |
| 72                     | Stefan Bissegger (SUI)    | 89e                    |
| 73                     | Michael Valgren (DEN)     | AB                     |
| 74                     | Jens Keukeleire (BEL)     | AB                     |
| 75                     | Sebastian Langeveld (NED) | 109e                   |
| 76                     | Jonas Rutsch (GER)        | AB                     |
| 77                     | Thomas Scully (NZL)       | AB                     |

| Israel Start-Up Nation ISN | Israel Start-Up Nation ISN | Israel Start-Up Nation ISN |
| -------------------------- | -------------------------- | -------------------------- |
| Num                        | Coureur                    | Pos                        |
| 81                         | Sep Vanmarcke (BEL)        | 5e                         |
| 82                         | Jenthe Biermans (BEL)      | 26e                        |
| 83                         | Hugo Hofstetter (FRA)      | 24e                        |
| 84                         | Reto Hollenstein (SUI)     | AB                         |
| 85                         | Guillaume Boivin (CAN)     | 98e                        |
| 86                         | Tom Van Asbroeck (BEL)     | 19e                        |
| 88                         | Alexis Renard (FRA)        | AB                         |

| Team DSM DSM | Team DSM DSM               | Team DSM DSM |
| ------------ | -------------------------- | ------------ |
| Num          | Coureur                    | Pos          |
| 91           | Tiesj Benoot (BEL)         | 12e          |
| 92           | Nico Denz (GER)            | 63e          |
| 93           | Nils Eekhoff (NED)         | AB           |
| 94           | Søren Kragh Andersen (DEN) | 58e          |
| 95           | Joris Nieuwenhuis (NED)    | AB           |
| 96           | Nikias Arndt (GER)         | AB           |
| 97           | Jasha Sütterlin (GER)      | AB           |

| BikeExchange BEX | BikeExchange BEX            | BikeExchange BEX |
| ---------------- | --------------------------- | ---------------- |
| Num              | Coureur                     | Pos              |
| 101              | Michael Matthews (AUS)      | 21e              |
| 102              | Jack Bauer (NZL)            | 82e              |
| 103              | Luke Durbridge (AUS)        | 87e              |
| 104              | Alexander Edmondson (AUS)   | AB               |
| 105              | Amund Grøndahl Jansen (NOR) | AB               |
| 106              | Robert Stannard (AUS)       | 51e              |
| 107              | Luka Mezgec (SLO)           | AB               |

| UAE Team Emirates UAD | UAE Team Emirates UAD           | UAE Team Emirates UAD |
| --------------------- | ------------------------------- | --------------------- |
| Num                   | Coureur                         | Pos                   |
| 111                   | Alexander Kristoff (NOR)        | 18e                   |
| 112                   | Mikkel Bjerg (DEN)              | AB                    |
| 113                   | Sven Erik Bystrøm (NOR) (route) | 37e                   |
| 114                   | Ryan Gibbons (RSA) (route)      | 64e                   |
| 115                   | Vegard Stake Laengen (NOR)      | 105e                  |
| 116                   | Matteo Trentin (ITA)            | 57e                   |
| 117                   | Rui Oliveira (POR)              | 56e                   |

| Qhubeka Assos TQA | Qhubeka Assos TQA             | Qhubeka Assos TQA |
| ----------------- | ----------------------------- | ----------------- |
| Num               | Coureur                       | Pos               |
| 121               | Victor Campenaerts (BEL)      | 38e               |
| 122               | Dimitri Claeys (BEL)          | 13e               |
| 123               | Michael Gogl (AUT)            | 43e               |
| 124               | Giacomo Nizzolo (ITA) (route) | AB                |
| 125               | Emil Vinjebo (DEN)            | AB                |
| 126               | Max Walscheid (GER)           | 27e               |
| 127               | Łukasz Wiśniowski (POL)       | 76e               |

| Astana-Premier Tech APT | Astana-Premier Tech APT | Astana-Premier Tech APT |
| ----------------------- | ----------------------- | ----------------------- |
| Num                     | Coureur                 | Pos                     |
| 131                     | Yevgeniy Fedorov (KAZ)  | DQ                      |
| 132                     | Yevgeniy Gidich (KAZ)   | AB                      |
| 133                     | Dmitriy Gruzdev (KAZ)   | 81e                     |
| 134                     | Hugo Houle (CAN)        | 79e                     |
| 135                     | Nikita Stalnow (KAZ)    | AB                      |
| 136                     | Artyom Zakharov (KAZ)   | 91e                     |
| 137                     | Benjamin Perry (CAN)    | 70e                     |

| Cofidis COF | Cofidis COF              | Cofidis COF |
| ----------- | ------------------------ | ----------- |
| Num         | Coureur                  | Pos         |
| 141         | Christophe Laporte (FRA) | 11e         |
| 142         | Piet Allegaert (BEL)     | 61e         |
| 143         | Tom Bohli (SUI)          | AB          |
| 144         | Jempy Drucker (LUX)      | AB          |
| 145         | André Carvalho (POR)     | 111e        |
| 146         | Kenneth Vanbilsen (BEL)  | AB          |
| 147         | Jelle Wallays (BEL)      | 68e         |

| Bahrain Victorious TBV | Bahrain Victorious TBV  | Bahrain Victorious TBV |
| ---------------------- | ----------------------- | ---------------------- |
| Num                    | Coureur                 | Pos                    |
| 151                    | Sonny Colbrelli (ITA)   | 55e                    |
| 152                    | Dylan Teuns (BEL)       | 35e                    |
| 153                    | Fred Wright (GBR)       | 112e                   |
| 154                    | Marco Haller (AUT)      | 40e                    |
| 155                    | Heinrich Haussler (AUS) | 20e                    |
| 156                    | Jonathan Milan (ITA)    | AB                     |
| 157                    | Marcel Sieberg (GER)    | 99e                    |

| Groupama-FDJ GFC | Groupama-FDJ GFC            | Groupama-FDJ GFC |
| ---------------- | --------------------------- | ---------------- |
| Num              | Coureur                     | Pos              |
| 161              | Stefan Küng (SUI) (route)   | 44e              |
| 162              | Kevin Geniets (LUX) (route) | 52e              |
| 163              | Olivier Le Gac (FRA)        | 65e              |
| 165              | Tobias Ludvigsson (SWE)     | 100e             |
| 166              | Valentin Madouas (FRA)      | 39e              |
| 167              | Antoine Duchesne (CAN)      | AB               |

| Ineos Grenadiers IGD | Ineos Grenadiers IGD   | Ineos Grenadiers IGD |
| -------------------- | ---------------------- | -------------------- |
| Num                  | Coureur                | Pos                  |
| 171                  | Tom Pidcock (GBR)      | 41e                  |
| 172                  | Leonardo Basso (ITA)   | AB                   |
| 173                  | Owain Doull (GBR)      | AB                   |
| 174                  | Michał Gołaś (POL)     | 72e                  |
| 175                  | Ethan Hayter (GBR)     | 54e                  |
| 176                  | Luke Rowe (GBR)        | AB                   |
| 177                  | Dylan van Baarle (NED) | 10e                  |

| Intermarché-Wanty-Gobert Matériaux IWG | Intermarché-Wanty-Gobert Matériaux IWG | Intermarché-Wanty-Gobert Matériaux IWG |
| -------------------------------------- | -------------------------------------- | -------------------------------------- |
| Num                                    | Coureur                                | Pos                                    |
| 181                                    | Aimé De Gendt (BEL)                    | 34e                                    |
| 182                                    | Danny van Poppel (NED)                 | 16e                                    |
| 183                                    | Wesley Kreder (NED)                    | 106e                                   |
| 184                                    | Taco van der Hoorn (NED)               | 101e                                   |
| 185                                    | Boy van Poppel (NED)                   | 74e                                    |
| 186                                    | Pieter Vanspeybrouck (BEL)             | 108e                                   |
| 187                                    | Loïc Vliegen (BEL)                     | 85e                                    |

| Movistar Team MOV | Movistar Team MOV         | Movistar Team MOV |
| ----------------- | ------------------------- | ----------------- |
| Num               | Coureur                   | Pos               |
| 191               | Iván García Cortina (ESP) | 23e               |
| 192               | Mathias Norsgaard (DEN)   | 45e               |
| 193               | Imanol Erviti (ESP)       | AB                |
| 194               | Juri Hollmann (GER)       | 66e               |
| 195               | Johan Jacobs (SUI)        | 78e               |
| 196               | Lluís Mas (ESP)           | 83e               |
| 197               | Gonzalo Serrano (ESP)     | 67e               |

| B&B Hotels p/b KTM BBK | B&B Hotels p/b KTM BBK  | B&B Hotels p/b KTM BBK |
| ---------------------- | ----------------------- | ---------------------- |
| Num                    | Coureur                 | Pos                    |
| 201                    | Bryan Coquard (FRA)     | AB                     |
| 202                    | Frederik Backaert (BEL) | 102e                   |
| 203                    | Cyril Barthe (FRA)      | 48e                    |
| 204                    | Bert De Backer (BEL)    | 95e                    |
| 205                    | Jens Debusschere (BEL)  | AB                     |
| 206                    | Jérémy Lecroq (FRA)     | AB                     |
| 207                    | Cyril Lemoine (FRA)     | 46e                    |

| Bingoal Pauwels Sauces WB BWB | Bingoal Pauwels Sauces WB BWB | Bingoal Pauwels Sauces WB BWB |
| ----------------------------- | ----------------------------- | ----------------------------- |
| Num                           | Coureur                       | Pos                           |
| 211                           | Timothy Dupont (BEL)          | AB                            |
| 212                           | Arjen Livyns (BEL)            | 31e                           |
| 213                           | Mathijs Paasschens (NED)      | 71e                           |
| 214                           | Tom Paquot (BEL)              | AB                            |
| 215                           | Tom Wirtgen (LUX)             | AB                            |
| 216                           | Jelle Vanendert (BEL)         | 80e                           |
| 217                           | Luc Wirtgen (LUX)             | 69e                           |

| Sport Vlaanderen-Baloise SVB | Sport Vlaanderen-Baloise SVB | Sport Vlaanderen-Baloise SVB |
| ---------------------------- | ---------------------------- | ---------------------------- |
| Num                          | Coureur                      | Pos                          |
| 221                          | Cédric Beullens (BEL)        | 47e                          |
| 222                          | Lindsay De Vylder (BEL)      | AB                           |
| 223                          | Arne Marit (BEL)             | AB                           |
| 224                          | Fabio Van den Bossche (BEL)  | 110e                         |
| 225                          | Ruben Apers (BEL)            | AB                           |
| 226                          | Jordi Warlop (BEL)           | AB                           |
| 227                          | Thimo Willems (BEL)          | 60e                          |

| Arkéa-Samsic ARK | Arkéa-Samsic ARK        | Arkéa-Samsic ARK |
| ---------------- | ----------------------- | ---------------- |
| Num              | Coureur                 | Pos              |
| 231              | Warren Barguil (FRA)    | 36e              |
| 232              | Daniel McLay (GBR)      | 107e             |
| 233              | Benjamin Declercq (BEL) | AB               |
| 234              | Matîs Louvel (FRA)      | 77e              |
| 235              | Clément Russo (FRA)     | 29e              |
| 236              | Christophe Noppe (BEL)  | 103e             |
| 237              | Connor Swift (GBR)      | 73e              |

| Total Direct Énergie TDE | Total Direct Énergie TDE   | Total Direct Énergie TDE |
| ------------------------ | -------------------------- | ------------------------ |
| Num                      | Coureur                    | Pos                      |
| 241                      | Niki Terpstra (NED)        | 86e                      |
| 242                      | Damien Gaudin (FRA)        | 113e                     |
| 243                      | Edvald Boasson Hagen (NOR) | 84e                      |
| 244                      | Adrien Petit (FRA)         | AB                       |
| 245                      | Geoffrey Soupe (FRA)       | AB                       |
| 246                      | Anthony Turgis (FRA)       | 8e                       |
| 247                      | Dries Van Gestel (BEL)     | 32e                      |